# Casa de la Contratación de Indias
Real Casa de la Contratación de Indias (Kungliga kontraktshuset för Indierna) var ett kommerskollegium som grundades 1503 i Spanien för att främja och reglera handel och sjöfart med Spanska Amerika. Handeln reglerades genom asientos, som mot avgift gav monopolrättigheter.

## Organisation
Casa de la Contratación var organiserat med en president och två kamrar; rättskammaren med tre laglärda domare och en fiskal, samt guvernementskammaren med tre kungliga ämbetsmän, skattmästaren, revisoren och faktoren. Casa de la Contratación hade sitt säte i Sevilla till 1717, då det flyttades till Cádiz, som ett led i reformer av den spanska statsförvaltningen som påbörjades av landets nya borbónska härskare. Dess befogenheter inskränktes och myndigheten lades ned 1790, som ett förlegat uttryck för merkantilism. Efter flytten till Cadiz avskaffades guvernementskammaren och dess befogenheter överfördes till presidenten. Marinintendenten innehade mellan 1717 och 1754 även detta ämbete.

## Uppdrag

### Uppbörd
Casa de la Contratación tog en avgift på 20 % på alla ädelmetaller som infördes i Spanien; den kallades Quinto Real, den kungliga femtedelen. 1723 sänktes den till 10 %. Övriga avgifter kunde nå upp till 40 % för att finansiera eskortfartyg i krig, eller ned till 10 % för att stimulera handeln i dåliga tider. Varje handelsfartyg hade en kunglig skrivare ombord som förde räkenskap över de varor som fraktades.

### Sjökort
Casa de la Contratación ansvarade också för Padrón Real, det hemliga spanska sjökartearkivet.

## Handelns struktur
Handeln med Spanska Amerika var en ensamrätt för köpmannagillet Consulado de Cargadores a Indias i Sevilla och genomföres av särskilt organiserade handelsflottor och handelsfartyg, som Silverflottan och Manillagaleonen.